# Гермафродитизм

Символ гермафродитов

Гермафродити́зм (по имени греческого бога Гермафродита (др.-греч. Ἑρμαφρόδιτος)) — одновременное или последовательное наличие у организма мужских и женских половых признаков и репродуктивных органов.
Различают естественный гермафродитизм, присущий различным видам животных и растений (однодомность) и аномальный (патологический) гермафродитизм нормально раздельнополых животных (см. Гинандроморфизм, Интерсексуальность).

## Естественный гермафродитизм

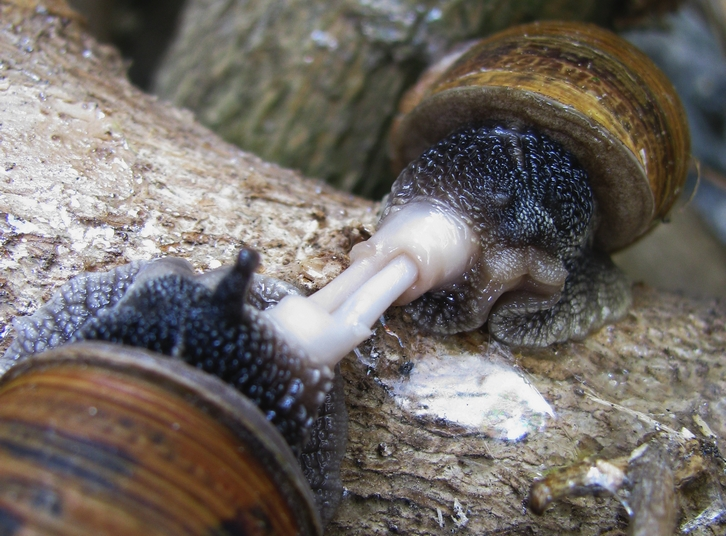
Лёгочные улитки — синхронные гермафродиты.

Гермафродитизм достаточно широко распространён в природе — как в растительном мире (в этом случае обычно используются термины однодомность или двудомность), так и среди животных. Большая часть высших растений являются гермафродитами, у животных гермафродитизм распространён прежде всего среди беспозвоночных — ряда кишечнополостных, подавляющего большинства плоских, некоторых кольчатых и круглых червей, моллюсков, ракообразных (в частности, большинства видов усоногих раков) и насекомых (кокциды).
Среди позвоночных гермафродитами являются многие виды рыб, причём наиболее часто гермафродитизм проявляется у рыб, населяющих коралловые рифы.
При естественном гермафродитизме особь способна продуцировать как мужские, так и женские гаметы, при этом возможна ситуация, когда способностью к оплодотворению обладают оба типа гамет (функциональный гермафродитизм), либо только один тип гамет (афункциональный гермафродитизм).
Гермафродитизм является одной из разновидностей полового размножения: организмы-гермафродиты продуцируют мужские и женские гаметы, слияние которых образует зиготу в половом процессе. Поскольку основным эволюционным преимуществом полового размножения является рекомбинация генетического материала родительских особей при перекрёстном оплодотворении (экзогамии), в ходе эволюции у большинства видов выработались различные формы гермафродитизма, предотвращающие самооплодотворение (автогамию), однако у многих водорослей, грибов и цветковых растений, а в животном мире — среди гельминтов (паразитических червей) самооплодотворение достаточно распространено.

### Синхронный гермафродитизм
При синхронном гермафродитизме особь способна одновременно продуцировать и мужские, и женские гаметы.
В растительном мире такая ситуация зачастую приводит к самооплодотворению, встречающемуся у многих видов грибов, водорослей и цветковых растений (самоопыление у самофертильных растений).
В животном мире самооплодотворение при синхронном гермафродитизме встречается у гельминтов, гидр и моллюсков, а также некоторых рыб (Rivulus marmoratus) однако в большинстве случаев автогамия предотвращается строением половых органов, при котором перенос собственных сперматозоидов в женские половые органы особи физически невозможен (моллюски, в частности, аплизии, ресничные черви), либо невозможностью слияния собственных дифференциированных гамет в жизнеспособную зиготу (некоторые асцидии).
Соответственно, при экзогамном синхронном гермафродитизме наблюдается два типа копулятивного поведения:
- взаимное оплодотворение, при котором обе копулирующие особи выполняют роль одновременно самцов и самок (наиболее часто среди беспозвоночных, в качестве примера можно привести дождевых червей, виноградных улиток)
- последовательное оплодотворение — одна из особей играет роль самца, а другая самки; взаимного оплодотворения в этом случае не происходит (например, у окуневых рыб родов Hypoplectrus и Serranus).

### Последовательный гермафродитизм (дихогамия)

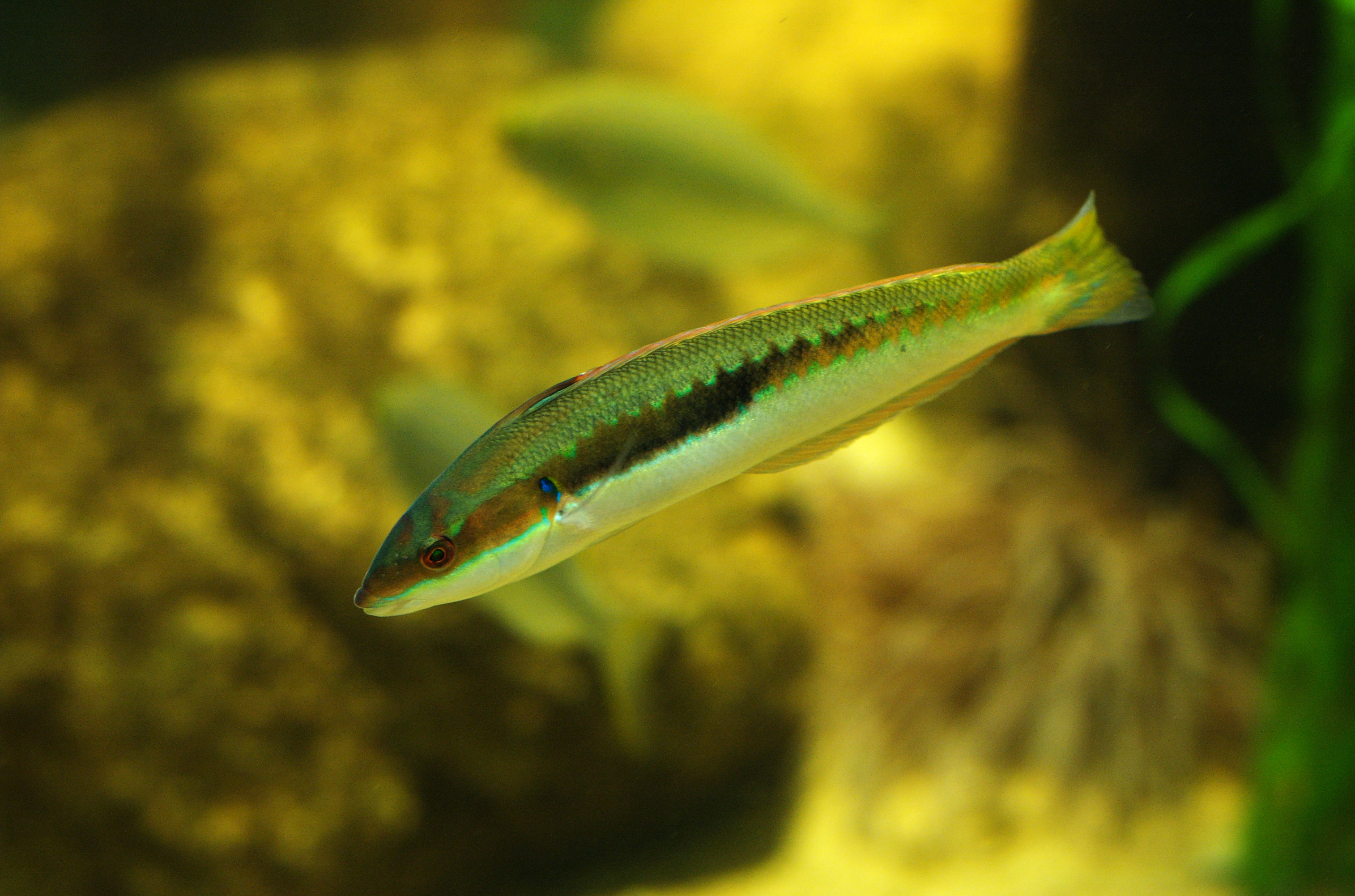
Coris julis, стадия самки

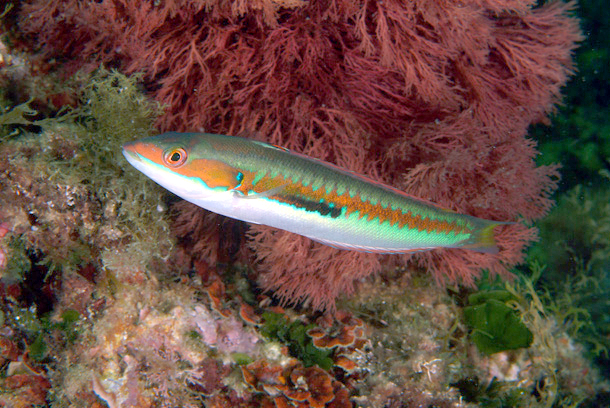
Coris julis, стадия самца

В случае последовательного гермафродитизма (дихогамии) особь последовательно продуцирует мужские либо женские гаметы, при этом происходит либо последовательная активация гонад мужского и женского типов, либо смена фенотипа, ассоциированного с полом целиком. Дихогамия может проявляться как в пределах одного репродуктивного цикла, так и в течение жизненного цикла особи, при этом репродуктивный цикл может начинаться либо с мужской (протандрия), либо с женской (протогиния).
У растений, как правило, распространён первый вариант — при образовании цветков пыльники и рыльца созревают неодновременно. Таким образом, с одной стороны предотвращается самоопыление и, с другой стороны, за счёт неодновременности времени цветения различных растений в популяции, обеспечивается перекрёстное опыление.
В случае животных чаще всего происходит смена фенотипа, то есть смена пола. Ярким примером являются многие виды рыб — представителей семейств губановых (Labridae), групперов (Serranidae), помацентровых (Pomacentridae), рыб-попугаев (Scaridae), большинство которых являются обитателями коралловых рифов.

## Аномальный (патологический) гермафродитизм
Наблюдается во всех группах животного мира, в том числе у высших позвоночных животных и человека.
Гермафродитизм у людей является патологией сексуальной детерминации на генетическом или гормональном уровнях.
Различают истинный и ложный гермафродитизм:

### Истинный гермафродитизм
Характеризуется одновременным наличием мужских и женских половых органов, наряду с этим имеются одновременно мужские и женские половые железы. Яички и яичники при истинном гермафродитизме могут быть или объединены в одну смешанную половую железу, или располагаются раздельно. Вторичные половые признаки имеют элементы обоих полов: низкий тембр голоса, смешанный (бисексуальный) тип фигуры, в той или иной мере развитые молочные железы. Хромосомный набор (кариотип) у таких людей обычно соответствует женскому кариотипу. В более редких случаях имеется ситуация, когда наличествуют как клетки, содержащие женский хромосомный набор, так и клетки, содержащие мужской хромосомный набор (явление так называемого мозаицизма). Истинный гермафродитизм — чрезвычайно редкое явление (в мировой литературе описано всего около 150 случаев).

### Псевдогермафродитизм
Имеет место, когда налицо противоречие между внутренними (хромосомными и гонадными) и внешними (строение половых органов) признаками пола (бисексуальное развитие), то есть половые железы сформированы правильно по мужскому или женскому типу, но наружные половые органы имеют признаки двуполости.